# دنیل ایزوتوف

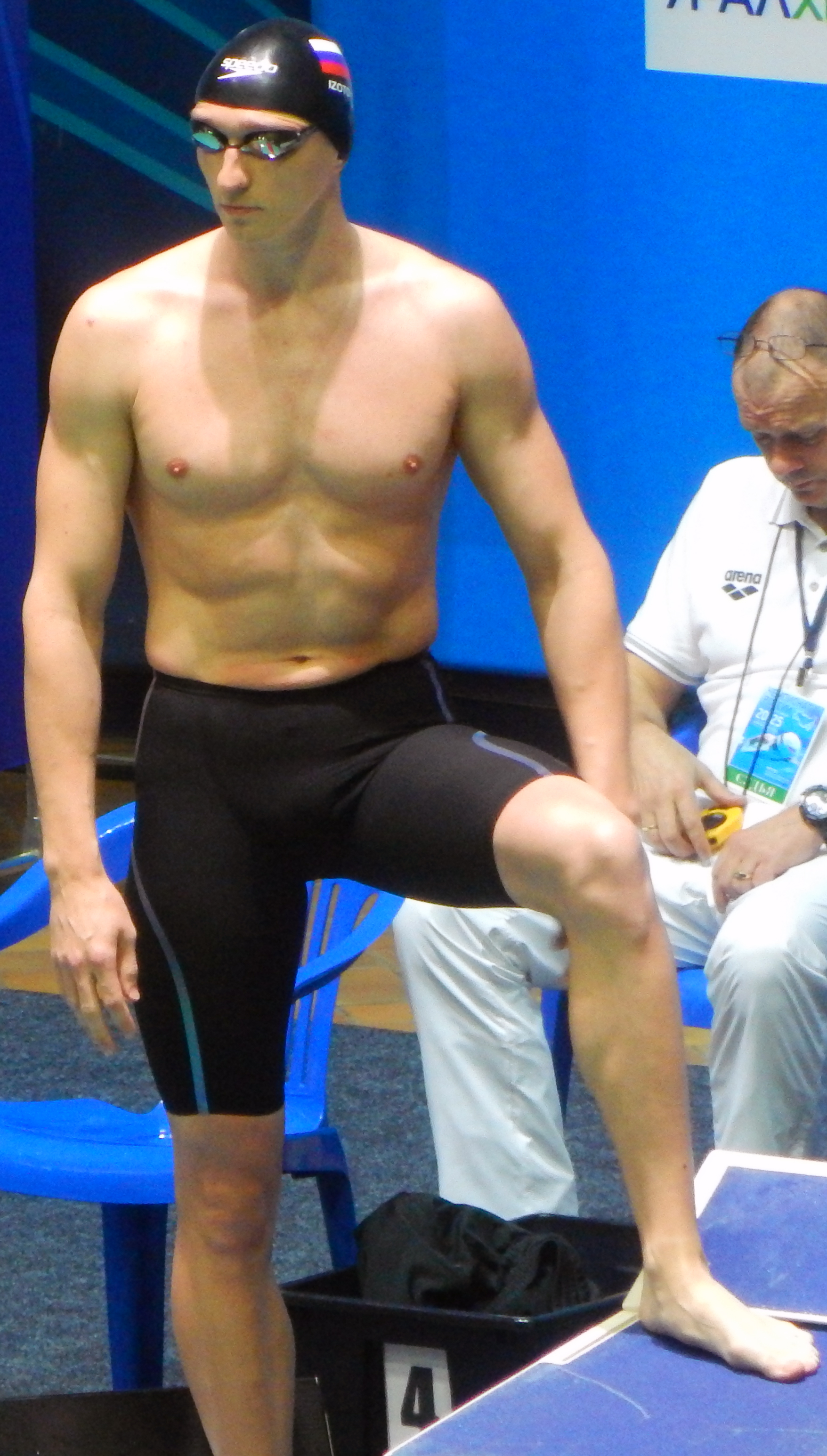
دنیل ایزوتوف در سال ۲۰۱۸

دنیل ایزوتوف (به انگلیسی: Danila Izotov) (زادهٔ ۲ اکتبر ۱۹۹۱) شناگر اهل روسیه است.